# Jevhen Konopljanka
Jevhen Olehovytsj Konopljanka (Oekraïens: Євген Олегович Коноплянка) (Kirovohrad, 29 september 1989) is een Oekraïens voetballer die als rechts- of linksbuiten speelt. Konopljanka debuteerde in 2010 in het Oekraïens voetbalelftal.

## Clubcarrière
Konopljanka stroomde door vanuit de jeugd van Dnipro Dnipropetrovsk. Daarvoor debuteerde hij op 26 augustus 2007 in het eerste elftal tijdens een wedstrijd in de Vysjtsja Liha tegen Hoverla-Zakarpattja Oezjhorod. Op 28 februari 2010 maakte hij zijn eerste competitiedoelpunt tegen Zorja Loehansk. Konopljanka bleef Dnipro acht seizoenen trouw en speelde daarin 157 competitiewedstrijden. Sportieve pieken in deze periode waren het behalen van de tweede plaats in de nationale competitie in het seizoen 2013/14 en het bereiken van de finale van de UEFA Europa League 2015. Hierin was Sevilla FC met 2–3 de betere. Hij speelde de hele wedstrijd mee.
Konopljanka tekende in juli 2015 een contract tot medio 2019 bij datzelfde Sevilla. Dat nam hem transfervrij over en nam een gelimiteerde transfersom van €40.000.000,- op in zijn verbintenis. Hij maakte op dinsdag 11 augustus 2015 zijn officiële debuut voor de club, tijdens de wedstrijd om de UEFA Super Cup 2015 tegen FC Barcelona. Konopljanka maakte hierin in de 81ste minuut de 4–4. Sevilla verloor in de verlenging alsnog. Een jaar nadat Konopljanka met Dnipro Dnipropetrovsk de finale van de Europa League 2015 verloor van Sevilla, won hij de finale van 2016 met Sevilla. Tijdens de eindstrijd kwam hij zelf niet in actie.
Hij verruilde FC Schalke 04 in september 2019 voor Sjachtar Donetsk. In februari 2022 ging hij naar Cracovia Kraków.

## Clubstatistieken
| Seizoen | Club                  | Competitie       | Competitie | Competitie | Beker | Beker | Europees | Europees | Totaal | Totaal |
| Seizoen | Club                  | Competitie       | Wed.       | Dlp.       | Wed.  | Dlp.  | Wed.     | Dlp.     | Wed.   | Dlp.   |
| ------- | --------------------- | ---------------- | ---------- | ---------- | ----- | ----- | -------- | -------- | ------ | ------ |
| 2007/08 | Dnipro Dnipropetrovsk | Premjer Liha     | 2          | 0          | 0     | 0     | —        | —        | 2      | 0      |
| 2008/09 | Dnipro Dnipropetrovsk | Premjer Liha     | 11         | 0          | 0     | 0     | 0        | 0        | 0      | 0      |
| 2009/10 | Dnipro Dnipropetrovsk | Premjer Liha     | 22         | 4          | 2     | 0     | —        | —        | 24     | 4      |
| 2010/11 | Dnipro Dnipropetrovsk | Premjer Liha     | 25         | 6          | 3     | 0     | 3        | 0        | 31     | 6      |
| 2011/12 | Dnipro Dnipropetrovsk | Premjer Liha     | 28         | 8          | 2     | 1     | 2        | 0        | 32     | 9      |
| 2012/13 | Dnipro Dnipropetrovsk | Premjer Liha     | 20         | 2          | 3     | 0     | 9        | 3        | 32     | 5      |
| 2013/14 | Dnipro Dnipropetrovsk | Premjer Liha     | 27         | 8          | 1     | 1     | 8        | 4        | 36     | 13     |
| 2014/15 | Dnipro Dnipropetrovsk | Premjer Liha     | 21         | 7          | 4     | 0     | 17       | 1        | 42     | 8      |
| 2015/16 | Sevilla FC            | Primera División | 32         | 4          | 7     | 1     | 12       | 2        | 51     | 7      |
| 2016/17 | → Schalke 04          | Bundesliga       | 17         | 1          | 2     | 3     | 8        | 2        | 27     | 6      |
| Totaal  |                       |                  |            |            |       |       |          |          |        |        |

## Interlandcarrière
Konopljanka maakte op 25 mei 2010 zijn debuut in het Oekraïens voetbalelftal in een oefeninterland tegen Litouwen (4–0). Hij begon in alle drie de groepswedstrijden op het EK 2012 in Polen en Oekraïne. In de eerste wedstrijd tegen Zweden (2–1 overwinning) verzorgde hij een assist op Andrij Sjevtsjenko. Op 19 mei 2016 werd Konopljanka opgenomen in de Oekraïense selectie voor het Europees kampioenschap voetbal 2016 in Frankrijk. Oekraïne werd in de groepsfase uitgeschakeld na nederlagen tegen Duitsland (0–2), Noord-Ierland (0–2) en Polen (0–1).

## Erelijst
| Competitie         |         |         |         |         |
| Competitie         | Aantal  | Jaren   |         |         |
| Sevilla            | Sevilla | Sevilla | Sevilla | Sevilla |
| ------------------ | ------- | ------- | ------- | ------- |
| UEFA Europa League | 1x      | 2015/16 |         |         |
| Sjachtar Donetsk   |         |         |         |         |
| Premjer Liha       | 1x      | 2019/20 |         |         |

Individueel
- Oekraïens voetballer van het jaar: 2010, 2012, 2013

1 Bojko ·
2 Boetko ·
3 Chatsjeridi ·
4 Tymosjtsjoek ·
5 Koetsjer ·
6 Stepanenko ·
7 Jarmolenko ·
8 Zozoelja ·
9 Kovalenko ·
10 Konopljanka ·
11 Seleznjov ·
12 Pjatov ·
13 Sjevtsjoek ·
14 Rotan ·
15 Boedkivskyj ·
16 Sydortsjoek ·
17 Fedetskyj ·
18 Rybalka ·
19 Harmasj ·
20 Rakitskyj ·
21 Zintsjenko ·
22 Karavajev ·
23 Sjevtsjenko ·
Coach: Fomenko